# 小行星8367
小行星8367（8367 Bokusui）是一颗绕太阳运转的小行星，为主小行星带小行星。该小行星于1990年10月23日发现。
該小行星以日本歌人若山牧水命名。

## 轨道参数
小行星8367的轨道半长轴为2.2069405 UA，离心率为0.130。